# John Snow
Pour les articles homonymes, voir Snow et John Snow (homonymie).
Pour l’article ayant un titre homophone, voir Jon Snow.
John Snow (15 mars 1813–16 juin 1858) est un médecin britannique, pionnier dans les domaines de l'anesthésie, de l'hygiène et la santé publique. Ses travaux sur la propagation du choléra lui ont donné une place importante dans l'histoire de l'épidémiologie.

## Biographie

### Jeunesse et formation
John Snow naît à York, en Angleterre, l’aîné d'une famille pauvre comptant neuf enfants. Son père est journalier dans un entrepôt de charbon, emploi qu'il occupera pendant toute la jeunesse de John, mais qu'il quittera ensuite : il finira par devenir fermier et propriétaire terrien, suffisamment riche en tous cas pour avoir le droit de voter d'après le First Reform Bill de 1832.
Baptisé dans l'Église anglicane, John étudie à York jusqu'à ses quatorze ans. Il commence alors son apprentissage à Newcastle upon Tyne auprès du chirurgien-apothicaire (médecin généraliste) William Hardcastle, qui est notamment le médecin de la famille de George Stephenson. À 17 ans, à la suite de la lecture d'un livre de John Frank Newton, Return to Nature (qui insiste notamment sur la pureté de l'eau), il devient végétarien. Il s'abstiendra aussi de toute consommation d'alcool et militera dans les ligues de tempérance. Devenu par la suite végétalien, sa santé a commencé à se détériorer au milieu des années 1840, et il a été atteint d’une affection rénale qu’il a attribuée à son régime végétalien. Il a alors commencé à manger de la viande et à boire du vin, tout en continuant de faire bouillir l’eau qu’il consommait, tout au long de sa vie d’adulte. Il ne s'est jamais marié.
Au cours de sa quatrième année d'apprentissage auprès du docteur Hardcastle, il a à faire face seul, à Killingworth (en), d'octobre 1831 à février 1832, à une épidémie de choléra. Un temps chirurgien dans une houillère, il poursuit son apprentissage pendant un an à compter d'avril 1833 chez un apothicaire rural appelé Watson à Burnopfield (comté de Durham). Entre 1832 et 1834, il trouve en outre le temps et les moyens pour assister à un cycle de conférences organisé par des médecins de Newcastle upon Tyne. Il finit son apprentissage en passant dix-huit mois auprès de Joseph Warburton, un apothicaire diplômé, à Pateley Bridge.
À la fin de cette période, pendant l'été 1836, Snow rentre chez lui : c'est à ce moment qu'il rejoint la York Temperance Society, qu'il a contribué à créer avec son frère Thomas et dont il sera membre sa vie entière. En octobre 1836, il gagne Londres à pied, après avoir fait un détour pour visiter son oncle Charles Empson : il s'inscrit alors à la « Hunterian School of Medicine ». Un an plus tard, il commence à travailler au Westminster Hospital, puis se présente à l'examen du Collège royal de chirurgie. L'examen réussi, le 2 mai 1838, il a le droit d'exercer comme médecin généraliste. En octobre, il est diplômé de la Society of Apothecaries : il peut préparer et vendre des remèdes. Il ouvre alors son cabinet de généraliste au 54 Frith Street dans le quartier de Soho ; dans l'attente de patients riches, il traite des pauvres « comme des ducs ».

### Carrière
Pour exercer, il aurait pu s'en tenir là ; néanmoins, en décembre 1844, il obtient également son titre de docteur en médecine de l'université de Londres. Peu après, souffrant d'une tuberculose pulmonaire, il part à la campagne, où il se rétablit. En 1845 des troubles rénaux apparaissent ; on lui conseille de changer son mode de vie et même de prendre un peu de vin. Toujours en 1845, il devient secrétaire honoraire de la Medical Temperance Society de Londres. Enfin, en 1850, il est diplômé du Collège royal de médecine, où se forme l'élite de la profession médicale,. Il est maintenant prêt à faire ses contributions à la science.

### Fin de vie
Toujours célibataire, Snow meurt d'apoplexie le 16 juin 1858 à l'âge de 45 ans, beaucoup plus connu pour ses travaux sur l'anesthésie que pour ses découvertes en épidémiologie. Snow est enterré à Londres, au cimetière Brompton. Il était tempérant (et sportif dans sa jeunesse), mais les nombreuses expériences qu'il a menées sa vie durant sur différents gaz ont pu occasionner chez lui des lésions rénales ayant précipité sa mort,.

## Apports

### Préservation des corps par l'arsenic
Snow est encore un étudiant quand il fait une expérience qui n'eut peut-être pas beaucoup d'écho mais qui était un coup de maître. À la suggestion d'un professeur, il injecte de l'arsenic dans des cadavres pour aider à leur conservation. Mais par deux fois des étudiants tombent malades après la dissection.
Il place alors une substance animale et de l'arsenic dans une jarre et recueille les gaz émis ; de ces gaz il extrait de l'arsenic métallique. « J'exprimai ma conviction que ce mode d'injection était dangereux, et on cessa de l'utiliser à l'école. »

### Anesthésie
En octobre 1846, William Thomas Green Morton, un dentiste américain, conduit la première anesthésie générale avec de l'éther sulfurique, ; cela a un grand écho dans la presse. John Snow assiste dès le 28 décembre 1846 à une démonstration conduite par le dentiste James Robinson à Londres. Préparé par ses recherches sur l'asphyxie dans ses effets sur l'appareil circulatoire, il s'intéresse immédiatement au procédé et invente un inhalateur ; il améliore la méthode d'administration à tel point qu'en peu de temps cette technique dédaignée, car jugée d'abord peu fiable, est adoptée par les plus grands chirurgiens de Londres. En 1847, Snow publie On the inhalation of the vapour of ether.
La même année il commence à s'intéresser à l'usage anesthésique du chloroforme découvert par James Young Simpson à Édimbourg. Il administre lui-même du chloroforme à la reine Victoria à l'occasion de la naissance de Leopold en 1853 (réalisant de ce fait le premier accouchement sous anesthésie), puis de Beatrice en 1857. Désormais on peut citer l'exemple de la reine pour s'affranchir de la malédiction du livre de la Genèse : « Tu enfanteras dans la douleur ».

### Propagation du choléra
Snow, à la suite notamment de son expérience clinique, n'arrive plus à adhérer à la théorie des miasmes pour expliquer les épidémies de choléra. Il pense que le choléra doit se développer à la suite de l'ingestion — et non plus de l'inhalation — d'une sorte de poison et il suspecte que l'eau joue un rôle dans sa propagation. En 1849, il fait connaître son opinion dans la première édition de son ouvrage intitulé On the mode of communication of cholera. Ces premiers écrits rencontrent le scepticisme de ses contemporains
En 1853, John Snow fait paraître On continuous molecular changes, more particularly in their relation to epidemic diseases,,.
Snow devient un chasseur de cas de choléra. Il trouve d'abord une relation significative entre le nombre de cas de choléra dans un territoire et la compagnie distributrice d'eau qui le dessert (l'eau était puisée à différents endroits de la Tamise). Puis il fait enlever le bras de la pompe à eau de Broad Street, dans le district de Soho. Snow utilise la carte de Londres faite par Edmund Cooper. Ces interventions et l'hypothèse qui les sous-tend, d'une dissémination du choléra par l'intermédiaire de la distribution d'eau, ont rendu Snow célèbre.
Snow, qui ignorait très probablement l'article de 1854 de Filippo Pacini prouvant l'origine microbienne du choléra, publie ses recherches en 1855 dans la deuxième édition remaniée de On the mode of communication of cholera. C'est dans cette deuxième édition que, s'appuyant sur l'exemple de la variole et de la syphilis, il émet l'hypothèse d'une sorte d'animalcule qui, ingéré, se développerait dans les intestins avant d'être évacué par les selles,. Ces écrits sont appréciés de manière très critique par ses contemporains, notamment dans The Lancet, revue faisant autorité. Les médecins préféreront aux thèses de Snow, jugées certes ingénieuses, celles de William Farr, faisant alors autorité dans le domaine de l'épidémiologie. Snow n'a aucune expérience de l'épidémiologie ; il se résout à recourir à cette discipline après avoir constaté l'échec essuyé par William Budd (en), qui, dans un ouvrage paru 29 jours à peine après le sien, professe des thèses assez semblables aux siennes.

Carte des cas de choléra

Le principal reproche fait aux thèses de Snow — outre certains défauts de méthode et d'argumentation — est qu'il considère l'eau comme seule responsable de la propagation de la maladie.

Le 5 mars 1855 la commission chargée de préparer la loi Nuisances Removal and Diseases Prevention Act entend le témoignage de Snow. On peut lire le 23 juin 1855 dans The Lancet :

« Le fait est que le puits d'où le Dr Snow tire toute la vérité sanitaire est l'égout principal. Son specus [antre ou conduit d'eau souterrain N.D.T.], ou repaire, est un drain. En enfourchant si fort son dada, il est tombé dans une bouche d'égout et n'a jamais été depuis en mesure de ressortir. »

En 1857, il publie un article dans la revue The Lancet sur le rachitisme, qu'il explique par l'altération du pain avec de l'alun.

## Postérité

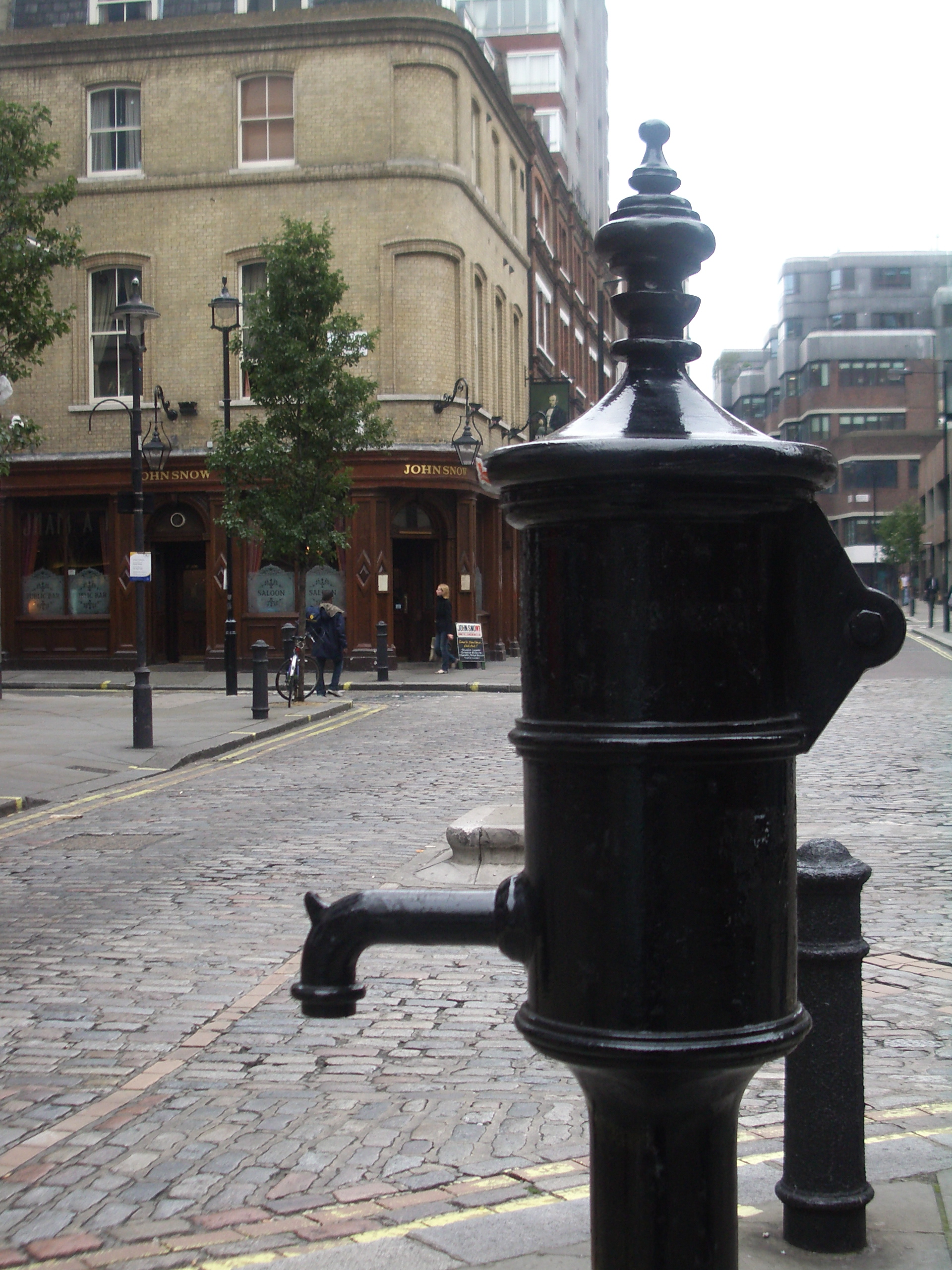
Mémorial (sous forme de pompe sans poignée), à Londres, aujourd'hui rue Broadwick, et pub dédié à John Snow

Une grande partie des éléments biographiques sur lesquels s'appuient les historiens est issue de la biographie écrite par Benjamin Ward Richardson, un ami de Snow.
La mémoire de John Snow est passée d'une quasi-ignorance à l'exaltation.

### Lentes confirmations
En 1868 William Farr finit par adopter les vues de Snow. Les enquêtes postérieures prouveront que l'hypothèse de Snow sur la transmission du choléra était juste. L'hypothèse bactérienne, démontrée par Filippo Pacini en 1854, l'est de nouveau, après l'oubli quasi total de la découverte de Pacini, par Robert Koch en 1883. En 1890, John Simon, premier officier de la santé (c'est-à-dire à peu près ministre de la santé), reconnaît l'apport fondamental de Snow. Et pourtant, un épidémiologiste allemand — et historien de la médecine — Georg Sticker (de), s'appuyant sur les travaux de Wolter et d'Emmerich, trouvera encore à s'opposer aux découvertes de Snow en 1912, et, en 1917, Arnold Klebs sera encore un fervent partisan de Pettenkoffer.

### Le héros
Le travail de Snow gagna de la visibilité grâce à William Thompson Sedgwick (en), qui le cita à des fins pédagogiques dans son manuel paru en 1901, Sanitary science. Ce n'est que dans les années 1930 toutefois, avec la nouvelle publication de On the mode of communication of cholera par Wade Hampton Frost, que son travail acquit la notoriété qu'on lui connaît aujourd'hui. C'est à la suite de cette initiative de Frost, qui cherchait à faire entrer l'épidémiologie dans les structures de la santé publique, que la figure de Snow comme héros de l'épidémiologie, s'est édifiée.

### Prise de recul
On réévalue à notre époque l'apport de John Snow en le libérant des aspects hagiographiques dont il a été revêtu,,, et dont l'existence d'une « John Snow Society » (fondée en 1993) témoignerait encore aujourd'hui. David M. Morens va jusqu'à suggérer que Snow testait les hypothèses des autres plutôt que de mener la marche, choisissant ses batailles avec soin pour avoir souvent raison, mais jamais tort. À l'inverse, la figure de William Farr est réhabilitée et peut sembler plus moderne que celle de Snow.

## Publications

### Listes de publications
- John Snow's published writings

### Listes bibliographiques
- (en) Bibliographical Miscellany — La plupart des documents de la liste sont téléchargeables